# نمادهای ملی فرانسه

لوگو رسمی جمهوری فرانسه، به همراه ماریان و شعار ملی، آزادی، برابری، برادری

نمادهای ملی فرانسه (انگلیسی: National symbols of France) نشان‌های ملی جمهوری فرانسه و مردم فرانسه هستند و این نشان‌ها اساس مکتب جمهوریت این کشور هستند.
نمادهای ملی جمهوری پنجم فرانسه:
- پرچم فرانسه
- سرود ملی: مارسییز
- شخصیت ملی: ماریان
- شعار ملی: آزادی، برابری، برادری
- روز ملی: جشن‌های روز ملی فرانسه (در ۱۴ ژوئیه برگزار می‌شود)
- خروس گالیک
- مهر عظمت فرانسه

نمادهای فرانسوی دیگر شامل:
- جغه فرانسه
- حروف «RF»، نماد جمهوریت فرانسه
- نشان افتخار ملی لژیون دونور و نشان ملی لیاقت
- کلاه فریگی
- ژان دارک
- نماد گل زنبق